# Troglohyphantes bonzanoi
Troglohyphantes bonzanoi là một loài nhện trong họ Linyphiidae.
Loài này thuộc chi Troglohyphantes. Troglohyphantes bonzanoi được Paolo Marcello Brignoli miêu tả năm 1979.